# Гариманелла
Гариманелла, также Гарриманелла, Харриманелла (лат. Harrimanella) — род растений семейства Вересковые. По информации базы данных The Plant List (2013), род монотипен, единственный вид: Harrimanella hypnoides (L.) Coville — Гариманелла моховидная.

## Таксономия
Род Harrimanella впервые был описан описан в 1901 году американским ботаником Фредериком Верноном Ковиллом. В своей статье он сделал обзор видов рода Кассиопея (Cassiope), выделил один из них в новый род Арктерика (Arcterica), а ещё два — Cassiope stelleriana DC. [Harrimanella stelleriana Coville] и Cassiope hypnoides D.Don [Harrimanella hypnoides Coville] — в новый род Harrimanella.
Название Harrimanella stelleriana Coville в базе данных The Plant List (2013) рассматривается как Синоним правильного названия Cassiope stelleriana (Pall.) DC., однако в других источниках этот вид продолжают включать в состав рода Harrimanella.

## Ареал
Растение встречается в России, США, Канаде и Гренландии.

## В культуре
Растения очень сложны в культуре, как и большинство высокоширотных вересковых.